# Chapelle du Calvaire de Payzac
Pour les articles homonymes, voir Chapelle du Calvaire.
La chapelle du Calvaire est une chapelle située en France, sur la commune de Payzac, dans le département de l'Ardèche en région Rhône-Alpes.
Elle fait l'objet d'une inscription au titre des monuments historiques depuis le 30 avril 1982.

## Description
Caveau et chapelle funéraire de la famille Chaurand, baron héréditaire des États pontificaux, édifiée vers 1860.

## Localisation
La chapelle est située sur la commune de Payzac, dans le département français de l'Ardèche.

## Historique
Œuvre de Pierre Bossan, architecte de la basilique de Fourvière.
L'édifice est inscrit au titre des monuments historiques en 1982.